# Barra do Quaraí

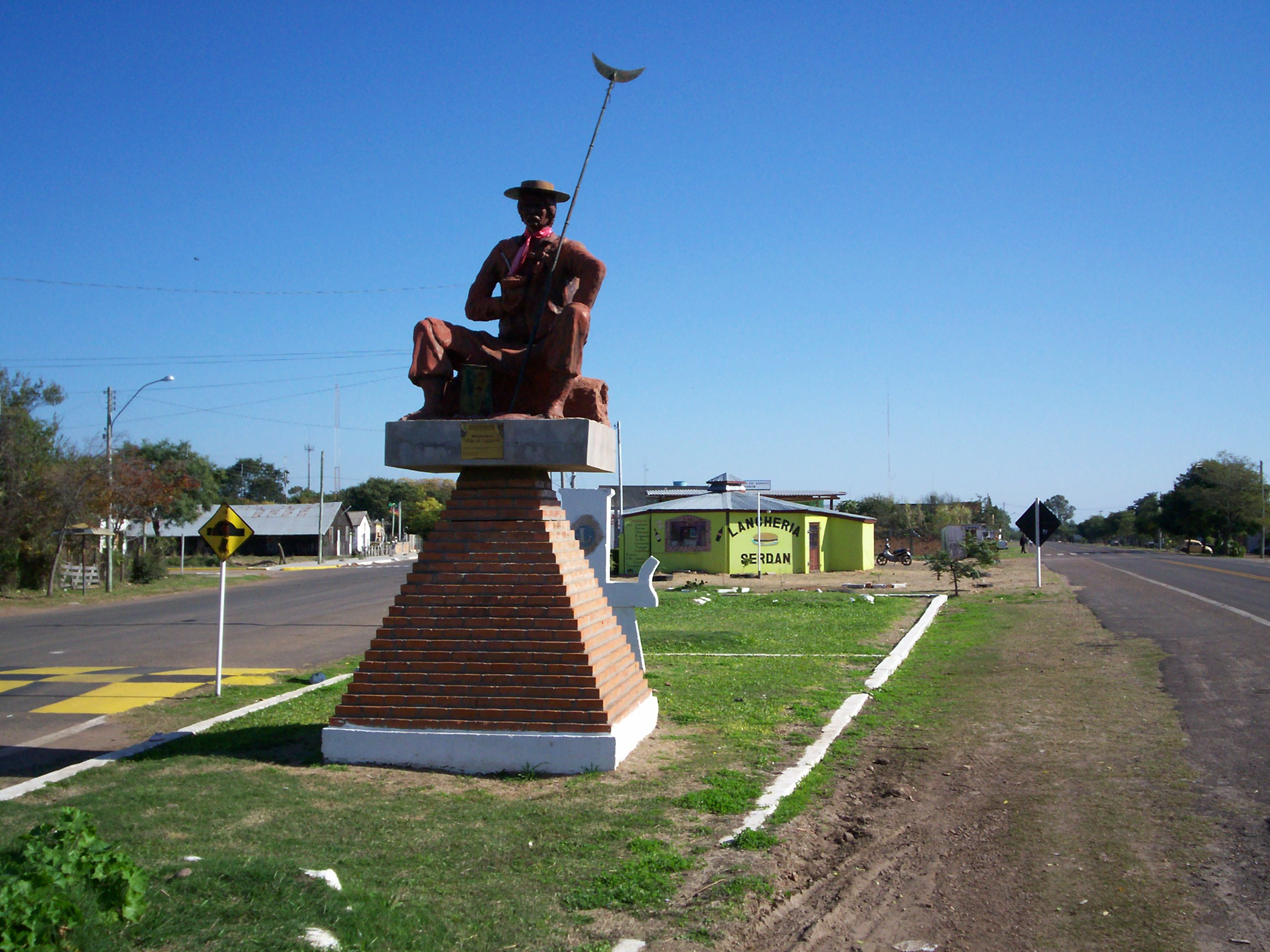
Monumento al Peón de Saladero (Barra do Quarai).

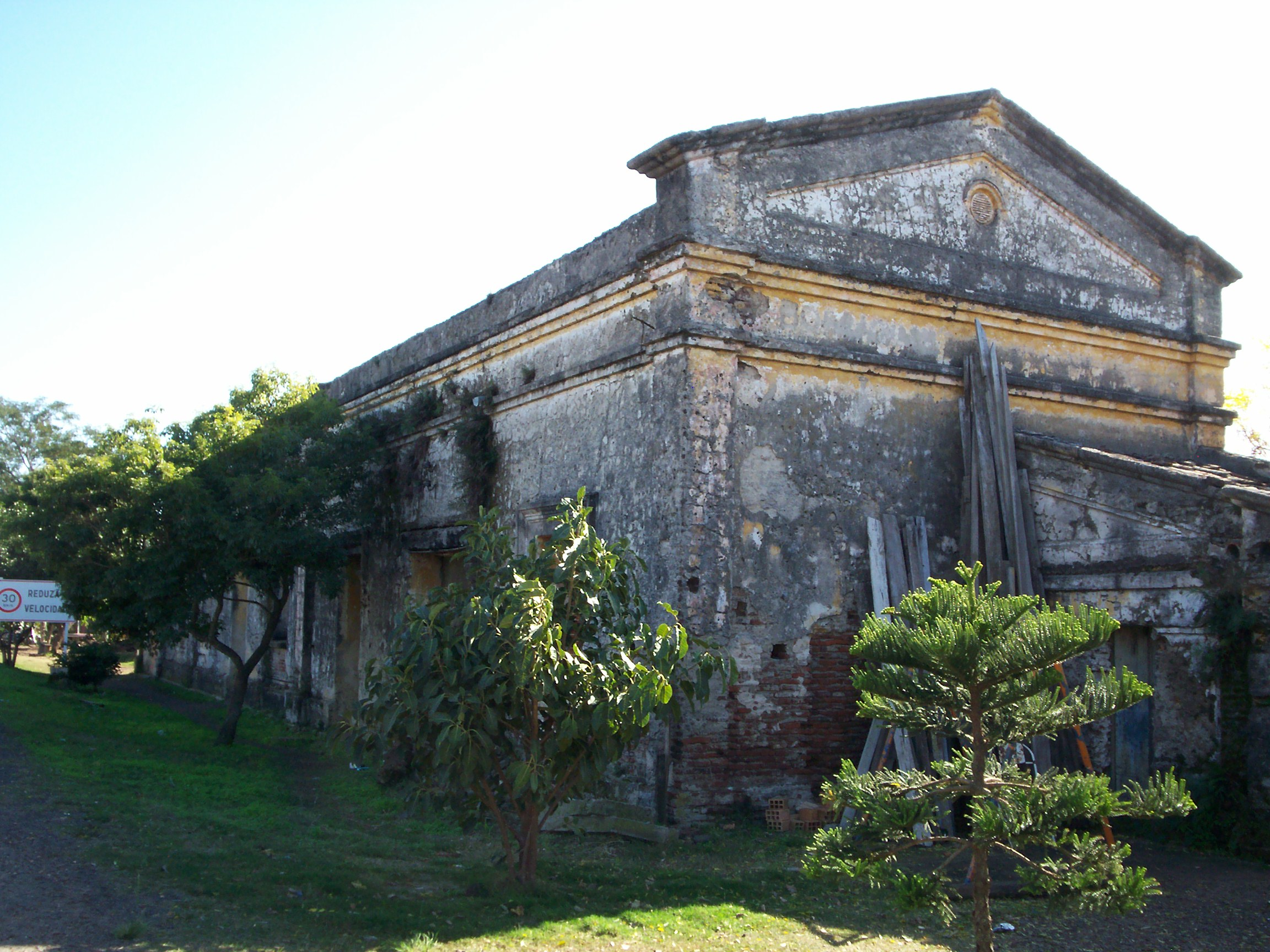
Antigua estación ferroviaria de Barra do Quarai.

Barra do Quaraí (Barra del Cuareim) es una localidad y municipio brasileño en el sudoeste del estado de Río Grande del Sur.

## Ubicación
Se encuentra en los límites establecidos por Brasil con la República Oriental del Uruguay en 1852 (mediando el río Cuareim), del otro lado de tal límite se encuentra la ciudad uruguaya de Bella Unión (unida por medio del Puente Internacional Bella Unión - Barra do Quaraí), mientras que en la costa derecha del río Uruguay, en territorio de Argentina se ubica Monte Caseros. Estas tres ciudades forman un trifinio de gran potencial económico y turístico.
El municipio ocupa 1.055 km² y cuenta con una población de 4.200 habitantes (2004). 
El municipio se encuentra a orillas del río Uruguay, que hace de frontera fluvial con la Argentina, además del río Cuareim, que lo separa del Uruguay; sobre sus orillas se encuentra la ciudad de Barra do Quarai que se encuentra unida con Bella Union a través de un puente carretero y ferroviario. Actualmente se discute y planifica la creación de un puente sobre el río Uruguay uniendo a las ciudades de Bella Unión y Monte Caseros, lo cual beneficiaria también a Barra do Quaraí.

## Historia
Prehispánicamente el territorio estaba poblado o recorrido por charrúas, bohanes y minuanes así como, poco antes de la llegada de los europeos, por los guaraníes.
En 1694 los misioneros yapeyuanos fundaron la estancia de San Joseph del Cuareim, pero ésta vio dificultado su desarrollo a causa de las incursiones de bandeirantes.
Hasta 1820 el territorio correspondía a la Banda Oriental, aunque ya desde 1801 sufría las incursiones de los luso brasileños, y entre el año 1820 y 1852 su territorio fue campo de batalla entre las fuerzas del Partido Federal (Argentina), aliadas desde 1830 con el Partido Nacional (Uruguay). Contra las tropas brasileñas y del Partido Colorado (Uruguay), al triunfar estas últimas en la Batalla de Caseros en 1852, Brasil logró establecer el límite del Cuareim.